# Pianissimo

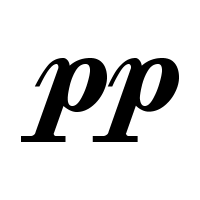
Afkorting van Pianissimo

Pianissimo is een Italiaanse muziekterm voor dynamieknotatie die aangeeft dat een passage zeer zacht gespeeld moet worden. Pianissimo wordt aangegeven met 
pp in vette cursieve schreefletters onder de desbetreffende partij, en in partijen met twee balken zoals voor piano tussen de balken, tenzij beide balken verschillende dynamiek benodigen.